# Markus Richwien
Markus Richwien (* 5. Juli 1985 in Magdeburg) ist ein deutscher Handballspieler, der zuletzt bei den Kadetten Schaffhausen in der Schweizer Nationalliga A spielte. Die Spielposition des Linkshänders ist Rechtsaußen.
Richwien begann seine aktive Karriere 2005 beim SC Magdeburg. Bereits seit 2000 spielte er im Verein in allen Jahrgangsstufen der Jugendmannschaften. Auf Grund einer Förderlizenz konnte er später sowohl für die zweite Mannschaft des SCM, als auch für die Erste eingesetzt werden. 2006 wechselte er dann zum Zweitligisten Füchse Berlin, mit dem er 2007 in die Bundesliga aufstieg. 2014 gewann er mit den Füchsen den DHB-Pokal. Zur Saison 2014/15 wechselte er zu den Kadetten Schaffhausen. Mit den Kadetten Schaffhausen gewann er 2015, 2016 und 2017 die Meisterschaft sowie 2016 den SHV-Cup. Nach der Saison 2016/17 verließ er die Kadetten Schaffhausen.
Für Deutschland bestritt er bisher 17 Länderspiele, in denen er 34 Tore erzielte.
Richwien ist verheiratet (seit 2016) und von Beruf Bankkaufmann.

## Bundesligabilanz
| Saison    | Verein        | Spielklasse | Spiele | Tore | 7-Meter | Feldtore |
| --------- | ------------- | ----------- | ------ | ---- | ------- | -------- |
| 2005/06   | SC Magdeburg  | Bundesliga  | 3      | 1    | 0       | 1        |
| 2007/08   | Füchse Berlin | Bundesliga  | 32     | 100  | 0       | 100      |
| 2008/09   | Füchse Berlin | Bundesliga  | 25     | 47   | 0       | 47       |
| 2009/10   | Füchse Berlin | Bundesliga  | 28     | 102  | 0       | 102      |
| 2010/11   | Füchse Berlin | Bundesliga  | 25     | 74   | 0       | 74       |
| 2011/12   | Füchse Berlin | Bundesliga  | 22     | 64   | 0       | 64       |
| 2012/13   | Füchse Berlin | Bundesliga  | 15     | 35   | 0       | 35       |
| 2013/14   | Füchse Berlin | Bundesliga  | 34     | 33   | 0       | 33       |
| 2005–2014 | gesamt        | Bundesliga  | 184    | 456  | 0       | 456      |